# Système de protection active

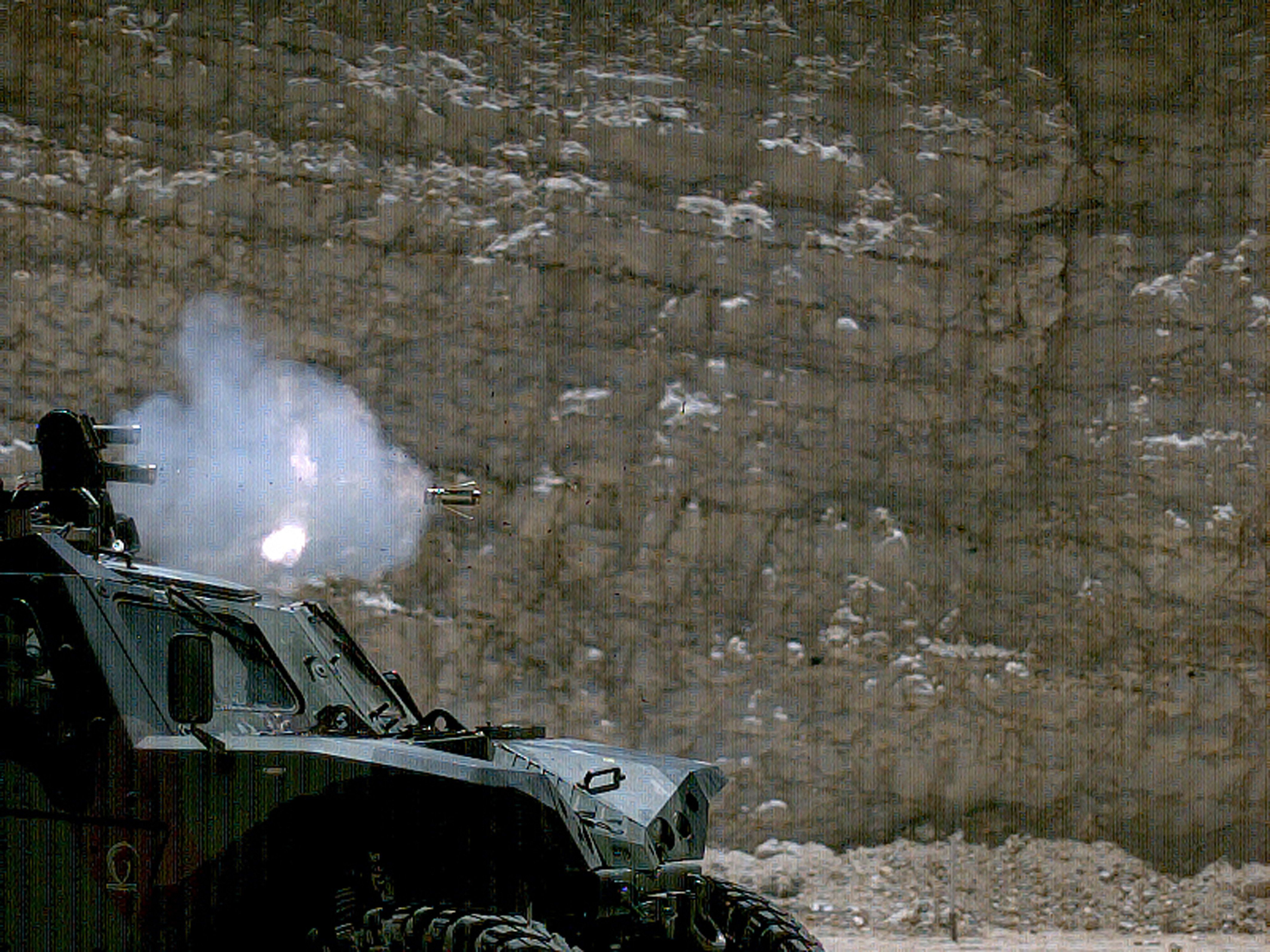
Démonstration de la protection active Iron Fist Light sur le véhicule de reconnaissance blindé Combat Guard israélien.

Une protection active ou système de protection active est un dispositif de contremesures ayant pour but de neutraliser l'effet d'une menace de manière permanente ou momentanée. Ce type de système est monté sur les véhicules blindés et les aéronefs.

## Histoire
En 1957, l'arsenal de Picatinny dévoile le concept de protection active Dash-Dot. Ce dernier comporte une série de charges creuses linéaires montées sur les flancs d'un char qui sont mises à feu par des capteurs infrarouges. Le système est capable de détecter et de détruire automatiquement des obus de calibre 75 mm ayant une vitesse de  762 m/s. Le système est jugé encombrant et son développement n'est pas poursuivi.
À la suite des pertes importantes de blindés israéliens et arabes durant la guerre du Kippour, à cause des missiles antichars, l'Union Soviétique entame, en 1977, le développement d'une alternative aux blindages composites ou réactifs explosifs. Conçu par le Bureau d'Études en Instrumentation d'A.G. Shipounov, cette protection active porte le nom de code Kompleks 1030M-01, le système est testé en 1978 ou il prend l'appellation de Drozd (grive). Le système, protégeant l'arc frontal du char comprend huit tubes lance-roquettes 3UOF-14 de calibre 107 mm et deux radars Doppler montés sur les flancs de la tourelle et un groupe auxiliaire de puissance monté à l'arrière de celle-ci.
Le système est employé par les chars T-55AD et T-55AD1 de l'infanterie de marine soviétique durant la guerre d'Afghanistan. Drozd démontra alors qu'il était capable d'intercepter 80% des roquettes et missiles antichars tirés par les Moudjahidins mais le système s'avéra peu populaire en raison de son encombrement et aussi des dommages collatéraux que ses roquettes pouvaient causer à l'infanterie évoluant aux côtés des chars.[réf. nécessaire]
Avec la fin de la guerre froide, les armes antichars légères se généralisent dans les conflits asymétriques. Les guerres en Tchétchénie et le conflit israélo-libanais de 2006 ont vu beaucoup de chars et de véhicules de combat d'infanterie détruits. Par conséquent, les systèmes de protection active sont remis en avant.
Durant l'opération Daguet, les AMX-30B2 et les AMX-10 RC de l'Armée de terre sont équipés d'un brouilleur à éclat EIREL sur leurs tourelles. Ce dispositif comprenant dix petits phares infrarouges brouille les systèmes de guidage du poste de tir de certains missiles antichars en les leurrant sur la position du missile. Les missiles concernés sont ceux qui possèdent un traceur infrarouge non codé comme le missile MILAN 1. Les missiles antichars filoguidés possédant un traceur infrarouge codé comme le TOW-2 ou les missiles antichars à guidage laser sont insensibles à ce type de brouillage.[pertinence contestée]
En 1993 entre en service le char T-90, il est équipé du système de protection active Shtora-1 comprenant deux brouilleurs à éclat et des grenades fumigènes à large bande qui sont tous les deux activés par des détecteurs d'alerte laser.[pertinence contestée]
En 2010, les Merkava Mk. 4 du Corps blindé mécanisé de l'armée de défense d'Israël se voient équipés du système de protection active Trophy. Celui-ci s'est montré efficace lors de la guerre de Gaza de 2014.

## Classification

### Soft Kill
Les systèmes dits Soft Kill agissent sur le lanceur, l'opérateur humain, la conduite de tir ou le système de guidage embarqué par le missile antichar.
Une protection active de type Soft Kill emploie un ensemble de capteurs pour détecter et identifier la menace, il s'agit plus souvent de détecteurs d'alerte laser et de détecteurs de départ missile. L'information sur la provenance de la menace est ensuite traitée par un calculateur qui va automatiquement ordonner le tir de grenades fumigène ou de leurres infrarouges ou encore la rotation de la tourelle vers la menace si le char est équipé d'un brouilleur électro-optique.
La mise en place de tels systèmes nécessite de bien connaître le type de missile utilisé et son mode de guidage. Si une grande variété d'armes est utilisée cela peut se révéler impossible.

### Hard Kill
Les systèmes de type Hard Kill sont conçus pour détruire, en vol, le projectile attaquant. Ce type de protection active fait appel à des radars (parfois combinés à des détecteurs électro-optiques) pour détecter la menace et transmettre sa position à un calculateur qui va commander automatiquement la mise en œuvre d'un système d'interception (roquettes, grenade à fragmentation) afin de détruire la menace. Ils ont cependant l'inconvénient de représenter un grave danger pour les troupes amies à pied entourant le véhicule et les populations civiles.

Illustration du principe de fonctionnement de la protection active Arena de type Hard Kill.

## Fabricants et produits

### Type Soft Kill
- Electromashina JSC : Shtora-1
- Giat Industries : KBCM, KBCM 2
- Hensoldt : MUSS
- IMI : ARPAM
- Lockheed Martin : AN/VLQ-6 "Hard Hat"
- Matra : EIREL
- usine Malichev : VARTA
- Pendant la guerre civile syrienne, l'armée arabe syrienne met au point un système de brouillage infrarouge nommé Sarab. Celui-ci s'est montré efficace pour désorienter les BGM-71 TOW utilisés par l'armée syrienne libre[8].
- Nexter et Thales : dans le cadre du Projet de technologie de défense [PTD] « Prometeus » [PROtection Multi Effets Terrestre Unifiée] (2019) qui vise à mettre au point un système de protection « globale » des blindés en combinant trois technologies, à savoir la « protection passive polyvalente », la « protection réactive » et la « protection active »[9]

### Type Hard Kill
- A.G. Shipounov : Drozd, Drozd-2
- ASELSAN : AKKOR
- Giat Industries : SPATEM
- TDA Armement (aujourd'hui Thales) et Institut franco-allemand de recherches de Saint-Louis : SHarK [« Système Hard Kill »] années 2000[9]
- Nexter et Thales : « protection active Diamant » dans le cadre du Projet de technologie de défense [PTD] « Prometeus » [PROtection Multi Effets Terrestre Unifiée] (2019) qui vise à mettre au point un système de protection « globale » des blindés en combinant trois technologies, à savoir la « protection passive polyvalente », la « protection réactive » et la « protection active ». Elle pourrait équiper les blindés français (EBRC Jaguar, VBMR Griffon, VBMRL Serval, VBCI et char Leclerc à partir de 2026[9],[10].
- IBD Deisenroth Engineering : SMART-PROTech
- IMI : Iron Fist
- KB Mashinostroyeniya : Arena, Arena-E, Arena-3
- Microtek : Zaslon
- Oto Melara : SCUDO
- RAFAEL : ASPRO-A (Trophy-HV), Trophy-MV, Trophy-LV
- Raytheon : Quick Kill, IAAPS
- Rheinmetall : AMAP-ADS, StrikeShield, TAPS
- RUAG : CRAD
- Saab Bofors Dynamics : LEDS-150

## Galerie

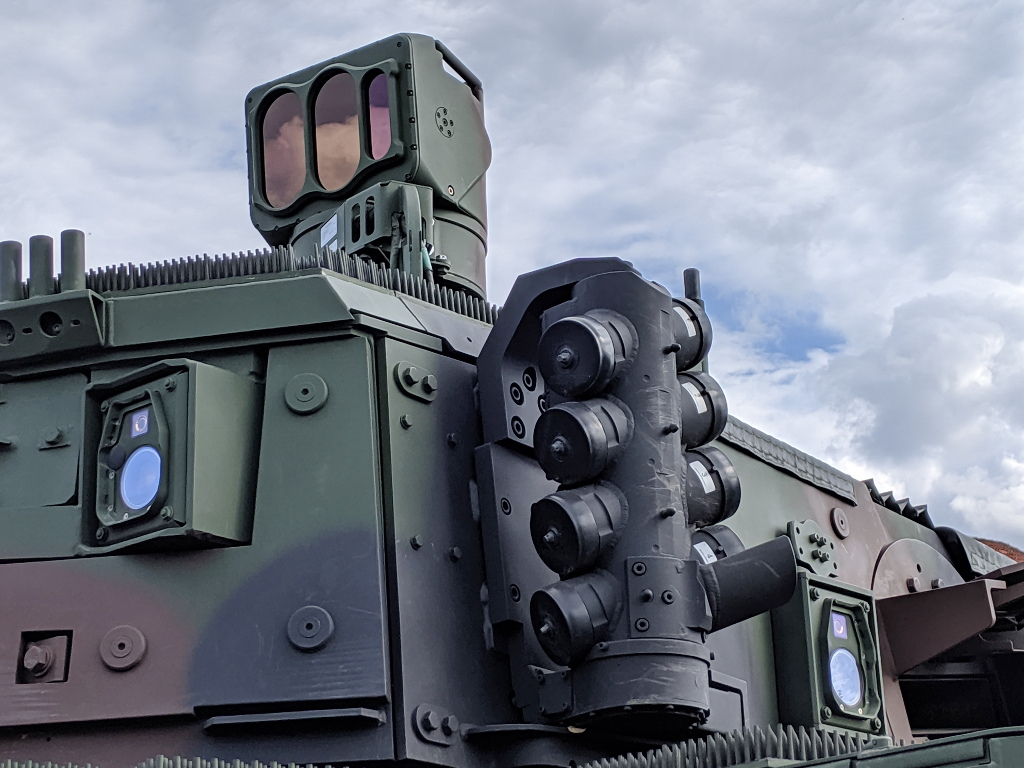
Les lance-pots fumigène, les détecteurs d'alerte laser et de départ de missile ainsi que le brouilleur infrarouge rotatif de la protection active MUSS utilisée par le véhicule de combat d'infanterie SPz Puma.
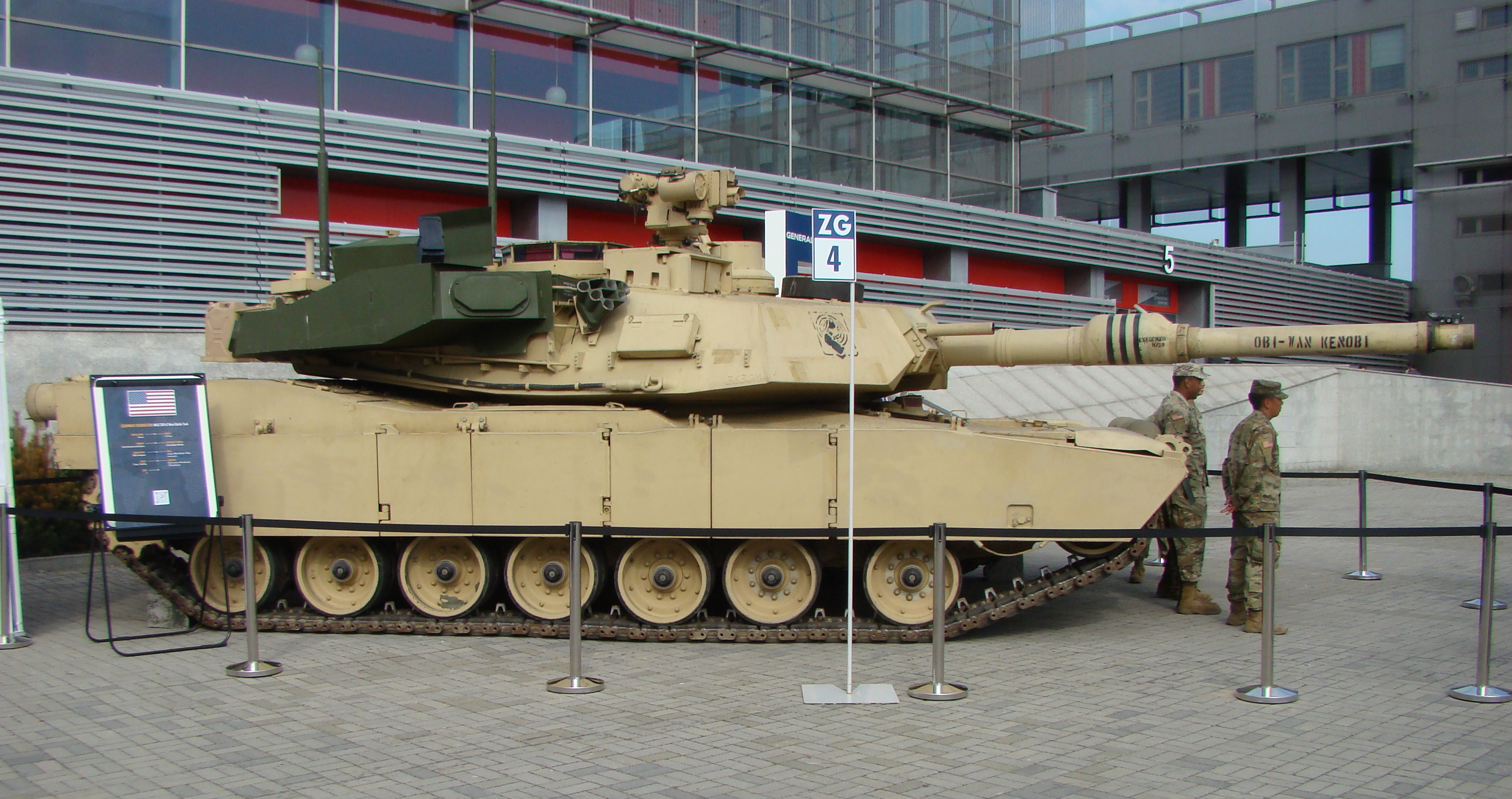
Un char M1A2 Abrams équipé d'une protection active Trophy (en vert sur l'arrière de la tourelle).
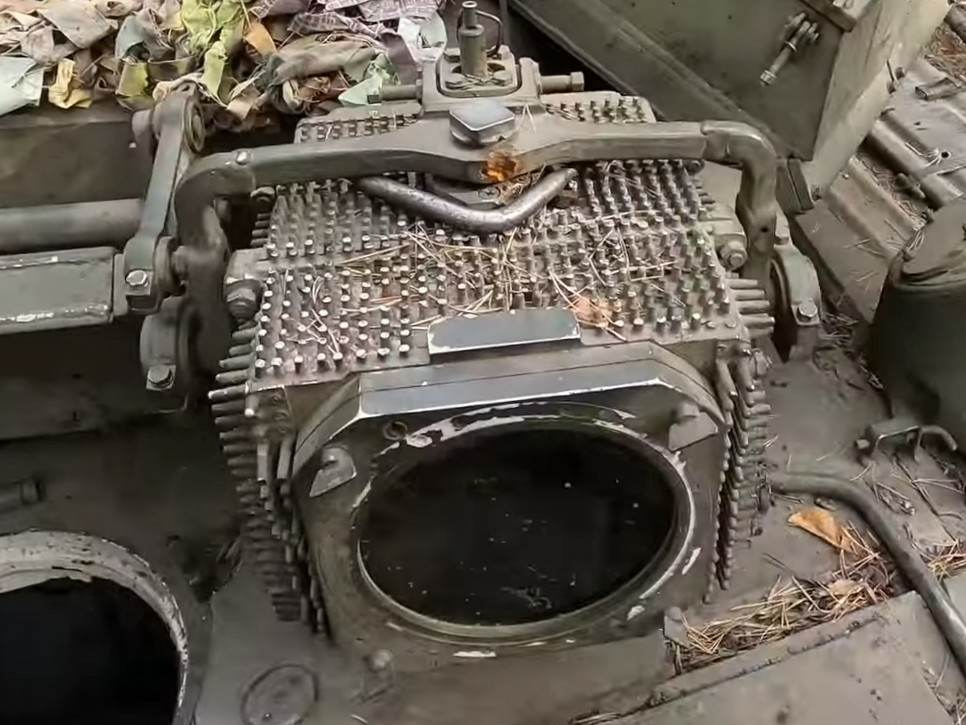
L'un des brouilleurs à éclat infrarouge OTShU-1-7 d'un char T-90A.